# Rentkammer Roßla

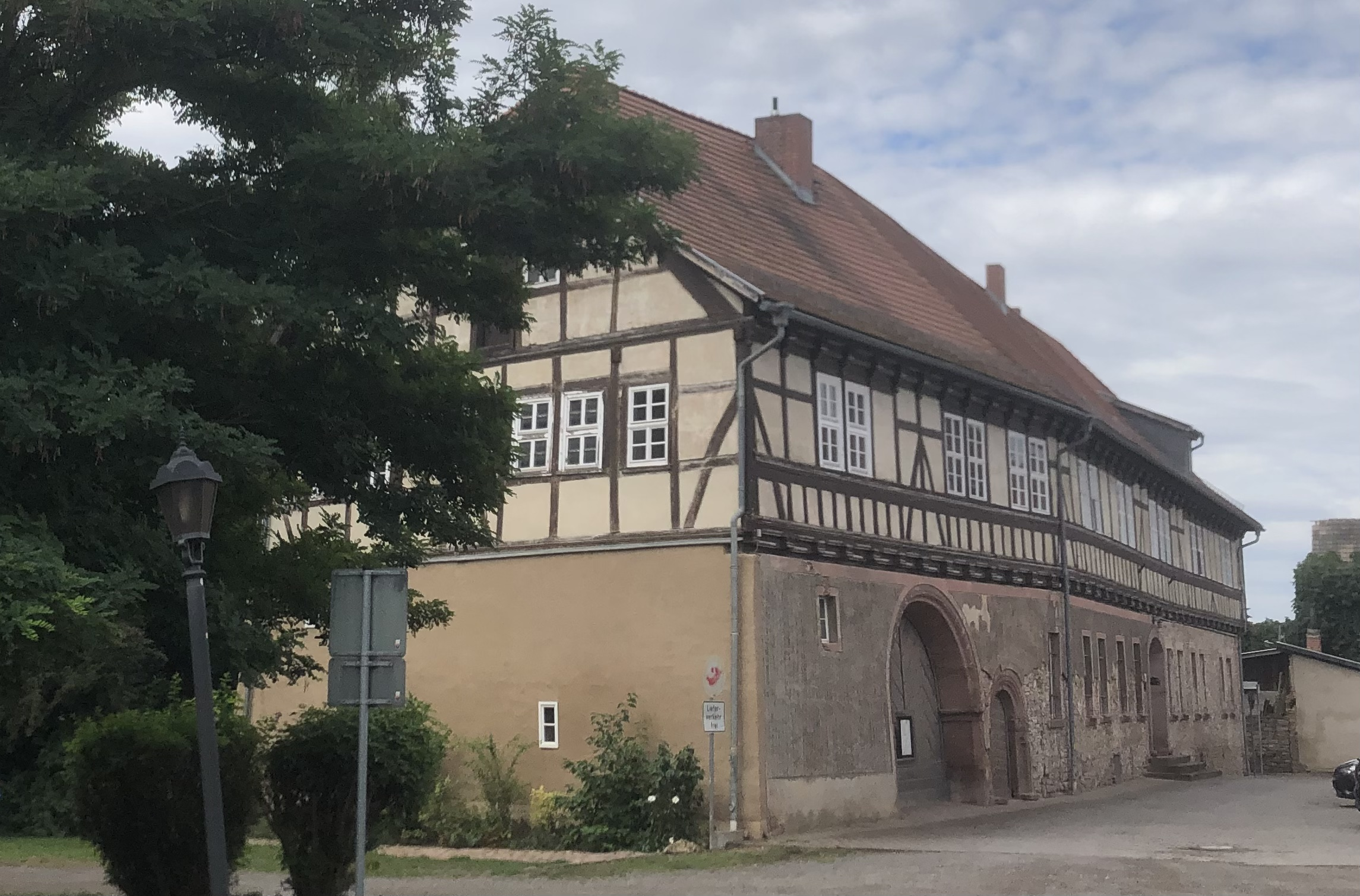
Rentkammer Roßla, 2022

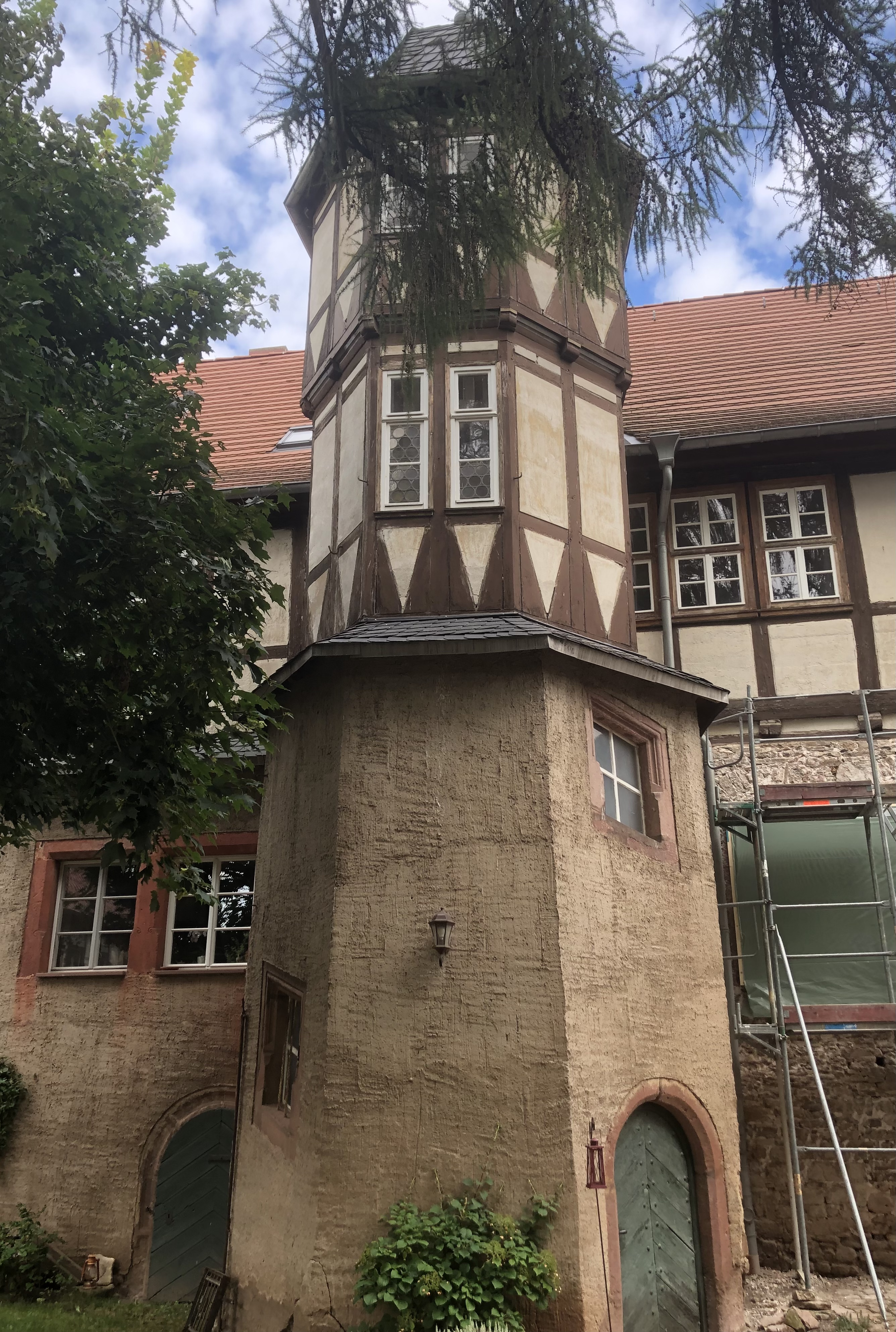
Treppenturm

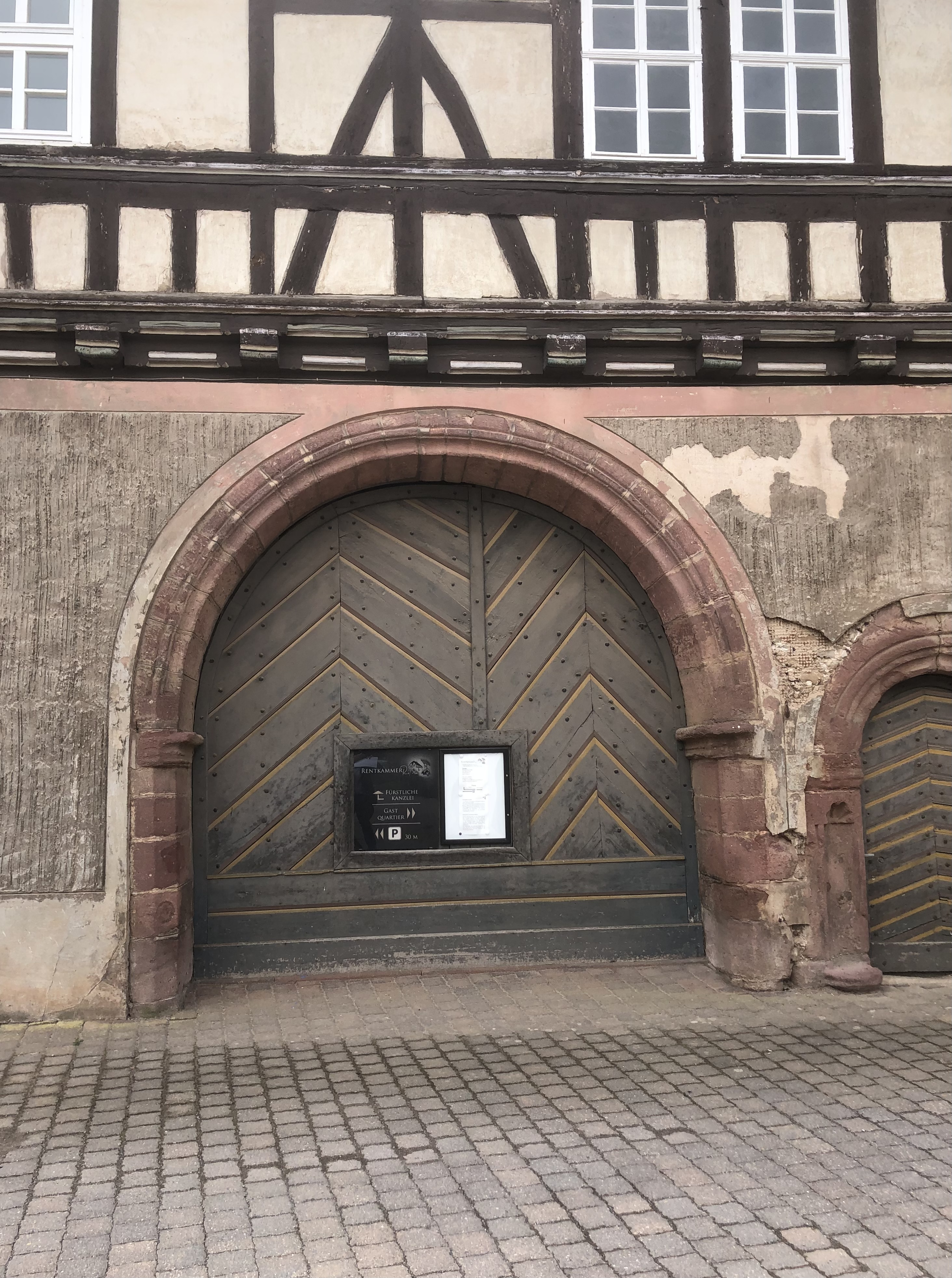
Tor

Die Rentkammer Roßla ist ein denkmalgeschütztes, zeitweise als Rentkammer genutztes Gebäude in Roßla in der Gemeinde Südharz in Sachsen-Anhalt.

## Lage
Das Haus befindet sich in das Ortsbild prägender Lage im Zentrum von Roßla, westlich von Schloss Roßla in einer Ecklage an der Helmestraße, an der Adresse Helmestraße 3, 3a.

## Geschichte
Als Vorgängerbebauung befand sich auf dem Grundstück eines von drei in Roßla bestehenden Ritterhöfen. Der heute noch bestehende Keller geht wohl auf diesen Vorgängerbau zurück. 1656 brannte Roßla und auch der Ritterhof nieder. Das heutige große zweigeschossige Gebäude entstand als Neubau nach dem Brand. Andere Angaben datieren das Haus auf die Jahre 1586 und 1600 und sehen es als Neubau einer Rentkammer. 1683 erfolgten Umbauten.
Das zweigeschossige Gebäude wurde von Amtsvogt Schwarz als Wohnhaus für die gräflichen Kinder des Hauses Stolberg und für Fremdenzimmer genutzt. 1720 erwarb Graf Jost Christian zu Stolberg-Roßla das vorher Amthor'sche Rittergut und ließ es mittels einer überdachten Brücke mit dem Schloss Roßla verbinden. In das Erdgeschoss zogen noch 1720 verschiedene gräfliche Behörden ein. Im Haus befand sich so neben dem Sessionszimmer der Gräflichen Renterei, aus dem später die Rentkammer hervorging, auch die Kanzlei, die Forstverwaltung und das Polizeiratsamt. Darüber hinaus bezogen die Töchter des Grafen, Christiane Albertine und Sophie Ernestine im Haus eine Wohnung, bis sie 1747 in das Schloss zogen. Im südwestlichen Seitenflügel wurde die gräfliche Bibliothek mit ungefähr 30.000 Bänden untergebracht.
1938 erfolgte ein größerer Umbau und Modernisierung des Hauses. In diesem Rahmen erhielt das Gebäude auch eine Zentralheizung. Im Zuge der Bodenreform wurde Fürst Christoph Martin zu Stolberg-Roßla enteignet und die Gemeinde Roßla Eigentümerin des Hauses. Bis 1996 blieb es Sitz der Gemeindeverwaltung. 2001 wurde ein Erbbaurechtsvertrag mit einem Verein geschlossen, der 2011 jedoch wieder aufgelöst wurde. Die Gemeinde veräußerte das Haus 2013 per Auktion. Der neue private Eigentümer begann mit einer schrittweisen Sanierung. Das Gebäude dient der Wohnnutzung, außerdem besteht eine Ferienwohnung.

## Architektur
Während das Erdgeschoss in massiver Bauweise errichtet wurde, ist das obere Stockwerk als Sichtfachwerk angelegt. Die Schwelle ist üppig profiliert. Auf der Hofseite befindet sich ein auf das Jahr 1683 datierter Treppenturm. Verschiedene Portale und andere Architekturelemente weisen eine bemerkenswerte künstlerische Qualität auf. Die Toreinfahrt wird von einem Rundbogen überspannt, daneben befindet sich ein Sitznischenportal.
An der Südostecke schließt sich ein etwas niedrigerer nach Süden verlaufender, schlicht gestalteter Wirtschaftsflügel an, so dass die Gesamtanlage winkelförmig angelegt ist.
Zur Anlage gehörten ursprünglich auch die dem Bau gegenüber liegenden Bauten der Fronfeste mit einem Staffelgiebel und Remise.
Im örtlichen Denkmalverzeichnis ist das Rentamt seit dem 7. Dezember 1994 unter der Erfassungsnummer 094 83091 als Baudenkmal verzeichnet. Die Anlage gilt als wichtiger Teil der herrschaftlichen Bauten Roßlas.